# Церковище (Смоленская область)
Церковище — деревня в Краснинском районе Смоленской области России. Входит в состав Малеевского сельского поселения. Население — 7 жителей (2007 год). 
Расположена в западной части области в 22 км к юго-западу от Красного, в 24 км юго-западнее автодороги Р135 (Смоленск - Красный - Гусино), на берегу реки Городня. В 37 км северо-западнее деревни расположена железнодорожная станция О.п. 478-й км на линии Москва — Минск. 

## История
В годы Великой Отечественной войны деревня была оккупирована гитлеровскими войсками в июле 1941 года, освобождена в сентябре 1943 года.. С 2004  года по 2023 год входило в состав Викторовское сельского поселения, а с 2023 года в составе Малеевского сельского поселения.